# Makján Aba
 (mars 2025).
Makján (II) Aba († après 1288) est un aristocrate hongrois, fervent soutient du roi Ladislas IV de Hongrie, qui fut notamment palatin de Hongrie de 1286 à 1287. 

## Biographie

### Famille
Makján, Mokyanus, nait dans la branche mineure et moins importante de Debrő  de la prestigieuse famille Aba. Son père est Bökény Ier Aba, seigneur-châtealin de Tállya, dans le comitat de Zemplén. L'historien Pál Engel (en) l'identifia à tort comme le fils de Becse II, frère de Bökény. En réalité, Makján III, ancêtre de la famille Debrői et constructeur du château de Makján (aujourd'hui en ruines près d'Egerszalók), était son cousin. Makján avait deux frères, Philippe et Nicolas.

### Carrière
Aux côtés d'autres petits nobles de Hongrie orientale et de Transtisza (en), il s'engage auprès du roi Ladislas IV (« le Couman »). Le gouvernement central hongrois perd alors de son pouvoir, les prélats et les barons dirigeant le royaume en lieu et place du monarque. Afin d'éliminer l'influence des puissants barons sur le conseil royal, Ladislas organise un coup d'État en septembre 1286, expulsant du gouvernement les membres des clans Kőszegi et Borsa (en). Négligeant le rival des Kőszegis, la branche Széplak du clan Aba, représentée par Amade et Péter Aba, parents éloignés de Makján, Ladislas IV nomme ses propres soldats fidèles et des nobles de rang inférieur aux hautes fonctions. De plus, le roi Ladislas fait emprisonner sa femme, Isabelle d'Anjou, et cède tous ses revenus à sa maîtresse coumane.
Lors de sa tentative d'autocratie, Ladislas nomma Makján Aba palatin de Hongrie. Il est également nommé ispán des comtés de Sopron, Moson et Somogy. Cependant, ces titres sont purement nominaux, la famille rebelle et oligarchique des Kőszegi régnant alors de facto sur les régions occidentales de Transdanubie, y compris sur les trois comtés susmentionnés. Makján n'est mentionné à ces quatre titres que dans un seul document publié à Sárospatak le 13 octobre 1286. En conséquence, Makján convoque préalablement une « assemblée générale » (general congregatio) pour les nobles locaux du comté de Zemplén, ancien siège de la famille Aba, sur ordre du roi. C'est là que Makján jugea une affaire d'homicide entre deux nobles. Il est plausible que Makján ait conservé sa dignité palatine jusqu'au printemps 1287, lorsque les troupes des Kőszegi vainquirent l'armée royale sur la rivière Zsitva (Žitava). Le monarque est par la suite contraint de se réconcilier avec les barons nomme Iván Kőszegi (en) palatin du royaume en juin 1287. 
Après son rôle bref et éphémère au sein du gouvernement national, Makján perd toute influence politique et retombe dans la petite noblesse. Son seigneur et protecteur, Ladislas IV, passa les dernières années de son règne à errer de lieu en lieu, séjournant parmi ses sujets coumans. Lorsque l'archevêque Lodomer (en) absout Ladislas à condition que le roi vive en accord avec les mœurs chrétiennes, le roi promet également de renvoyer ses « conseillers catholiques perfides et honteux », ce qui désignait peut-être Makján, ainsi que d'autres nobles. Makján est mentionné pour la dernière fois dans des documents contemporains en août 1288. 

## Sources
- (hu) László Markó, A magyar állam főméltóságai Szent Istvántól napjainkig: Életrajzi Lexikon [Great Officers of State in Hungary from King Saint Stephen to Our Days: A Biographical Encyclopedia], Helikon Kiadó, 2006 (ISBN 963-208-970-7)
- (hu) Tibor Szőcs, Az Árpád-kori nádorok és helyetteseik okleveleinek kritikai jegyzéke [A Critical Register of Charters from Palatines and their Deputies of the Árpádian Era], Magyar Országos Levéltár, 2012 (ISBN 978-963-631-219-0)
- (hu) Tibor Szőcs, A nádori intézmény korai története, 1000–1342 [An Early History of the Palatinal Institution: 1000–1342], Magyar Tudományos Akadémia Támogatott Kutatások Irodája, 2014 (ISBN 978-963-508-697-9)
- (hu) Jenő Szűcs, Az utolsó Árpádok [The Last Árpáds], Osiris Kiadó, 2002 (ISBN 963-389-271-6)
- (hu) Attila Zsoldos, Magyarország világi archontológiája, 1000–1301 [Secular Archontology of Hungary, 1000–1301], História, MTA Történettudományi Intézete, 2011 (ISBN 978-963-9627-38-3)